# Dipropus pinguis
Dipropus pinguis – gatunek chrząszcza z rodziny sprężykowatych i podrodziny Elaterinae.
Chrząszcz ten mierzy 13,5 mm długości.
Jest to chrząszcz o zabarwieniu czerwono-ciemnobrązowym, na tle którego wyróżniają się jaśniejsze czułki i odnóża. Jego ciało porastają włoski umiarkowanie długie i umiarkowanie gęste o barwie białawej.
Cechuje się on łódkowatym, szerszym, niż dłuższym czołem, na przedzie pośrodkowo lekko wklęsłym. Jego wydatny przedni brzeg jest zaokrąglony. Pokrywa je szorstka i gęsta punktuacja. Czułki wykazują ząbkowanie, tworzy je 11 segmentów, od trzeciego pojawia się podłużna ostroga. Podstawa wykazuje długość oka. Drugi segment ma kształt okrągły, a trzeci jest trójkątny i wydłużony, nie dorównuje jednak długością kolejnemu. Ostatni jest zaostrzony u czubka. Górna warga ma kształt prawie eliptyczny, porastają ją szczecinki. Żuwaczki są szerokie.
Pokrywy skrzydeł są wypukłe, zwężone w najdalszej jednej trzeciej.
Ostrogi na goleniach są długie, 2-3 segmenty pod nimi są blaszkowate.